# Cuento
Un cuento (del latín compŭtus, ‘cuenta’) es una narración breve creada por uno o varios autores, puede ser basada ya sea en hechos reales como ficticios, cuya trama es protagonizada por un grupo reducido de personajes y con un argumento relativamente sencillo.
El cuento es compartido tanto por vía oral como escrita, aunque en un principio lo más común era por tradición oral. Además, puede dar cuenta de hechos reales o fantásticos pero siempre partiendo de la base de ser un acto de ficción, o mezcla de ficción con hechos reales y personajes reales. Suele contener varios personajes que participan en una sola acción central, y hay quienes opinan que un final impactante es requisito indispensable de este género. 
Su objetivo es despertar una reacción emocional impactante en el lector. Aunque puede ser escrito en verso, total o parcialmente, de forma general se da en prosa. Se realiza mediante la intervención de un narrador, y con preponderancia de la narración sobre el monólogo, el diálogo, o la descripción.
El cuento, dice Julio Cortázar, como en el boxeo, gana por knock out, mientras que la novela gana por puntos. El cuento recrea situaciones. La novela recrea mundos y personajes (su psicología y sus caracteres).
Básicamente, un cuento se caracteriza por su corta extensión pues debe ser más corto que una novela, y además, suele tener una estructura cerrada donde desarrolla una historia, y solamente podrá reconocerse un clímax. En la novela, y aun en lo que se llama novela corta, la trama desarrolla conflictos secundarios, lo que generalmente no acontece con el cuento, ya que este sobre todo debe ser conciso.
Los límites entre un cuento y una novela corta son un tanto difusos. Una novela corta es una narración en prosa de menor extensión que una novela y menor desarrollo de los personajes y la trama, aunque sin la economía de recursos narrativos propia del cuento.

## Tipos de cuentos
Hay dos tipos de cuentos:
- Cuento popular: es una narración tradicional breve de hechos imaginarios que se presenta en múltiples versiones, que coinciden en la estructura pero difieren en los detalles, donde los autores son desconocidos en la mayoría de los casos (aunque puede que se conozca quien lo recopiló). Tiene cuatro subdivisiones: los cuentos de hadas, los cuentos de animales, las fábulas y los cuentos de costumbres. El mito y la leyenda son también narraciones tradicionales, pero suelen considerarse géneros autónomos, un factor clave para diferenciarlos del cuento popular es que no se presentan como ficciones.[8]
- Cuento literario: es el cuento concebido y transmitido mediante la escritura. El autor en este caso suele ser conocido. El texto, fijado por escrito, se presenta generalmente en una sola versión, sin el juego de variantes características del cuento popular de tradición fundamentalmente oral. Se conserva un corpus importante de cuentos del Antiguo Egipto, que constituyen la primera muestra conocida del género. Una de las primeras manifestaciones de este tipo en lengua castellana es la obra El conde Lucanor, que reúne 51 cuentos de diferentes orígenes, escrito por el infante don Juan Manuel en el siglo XIV.[9][10] En el mundo musulmán la colección clásica más conocida es Las mil y una noches. En el renacimiento, fue Giovanni Boccaccio el autor más influyente con su Decamerón. En los tiempos modernos se consideran autores clásicos de cuentos Edgar Allan Poe, Antón Chéjov, Leopoldo Alas y Jorge Luis Borges, entre muchos otros.

## Estructura
El cuento se compone de tres partes:
- Introducción: Es la parte inicial de la historia, donde se presentan todos los personajes y sus propósitos, pero principalmente se presenta la normalidad de la historia. Lo que se presenta en la introducción es lo que se quiebra o altera en el nudo. La introducción sienta las bases para que el nudo tenga sentido.
- Nudo: Es la parte donde se presenta el conflicto o el problema de la historia; allí toman forma y suceden los hechos más importantes. El nudo surge a partir de un quiebre o alteración de lo planteado en la introducción.
- Desenlace: Es la parte donde se suele dar el clímax, la solución al problema y donde finaliza la narración. Incluso en los textos con final abierto hay un desenlace, e incluso hay casos que dentro del cuento puedes encontrar el clímax relacionado con el final.

## Características
El cuento presenta varias características que lo diferencian de otros géneros narrativos:
- Ficción: aunque puede inspirarse en hechos reales, un cuento debe, para funcionar como tal, recortarse de la realidad.
- Argumental: el cuento tiene una estructura de hechos entrelazados (acción-consecuencias) en un formato de introducción-nudo-desenlace (consultar artículo Estructura argumental).
- Única línea argumental: a diferencia de lo que sucede en la novela, en el cuento todos los acontecimientos se encadenan en una sola sucesión de hechos.
- Estructura central: todos los elementos que se mencionan en la narración del cuento están relacionados y funcionan como indicios del argumento.
- Protagonista: aunque puede haber otros personajes, la historia habla de uno en particular, a quien le ocurren los hechos principales.
- Unidad de efecto: comparte esta característica con la poesía. Está escrito para ser leído de principio a fin, y si uno corta la lectura, es muy probable que se pierda el efecto narrativo. La estructura de la novela permite, en cambio, leerla por partes, y por otra parte, la extensión de la misma tampoco deja otra opción.
- Prosa: el formato de los cuentos modernos, a partir de la aparición de la escritura, suele ser la prosa.
- Brevedad y sencillez: para cumplir con las características recién señaladas, el cuento debe ser breve y con personajes y argumentos sencillos.

## Subgéneros
Algunos de los subgéneros más populares del cuento son:
- Cuento fantástico
- Cuento de hadas
- Microrrelato
- Cuento de ciencia ficción
- Cuento tipo fábula
- Cuento de terror
- cuento de aventura
- cuento de romance
- cuento de misterio

## Evolución
Los cuentos atravesaron una evolución desde la literatura oral a la escrita. El folclorista Vladímir Propp, en su libro Morfología del cuento maravilloso desmontó la estructura del cuento oral en unidades estructurales constantes o funciones narrativas, con sus variantes, sistemas, fuentes y asuntos, etc. Además de eso, este autor aventura una posible cronología de este tipo de narraciones, cuya primera etapa estaría integrada por el cuento de inspiración mítico-religiosa, mientras que una segunda etapa constituiría el verdadero desarrollo del cuento.
La mayoría de los escritores y de los críticos literarios reconocen tres fases históricas en el género cuento: la fase oral, la primera fase escrita y la segunda fase escrita.

### Fase oral
La primera fase en surgir fue la oral, la cual no es posible precisar cuando se inició. Es de presumir que el cuento se desarrolló en una época en la que ni siquiera existía la escritura, así que posiblemente las historias entonces eran narradas oralmente alrededor de fogatas, en tiempos de los pueblos primitivos, generalmente en las tardes y por las noches, al aire libre o en cuevas, para crear cohesión social mediante la narración de los orígenes del pueblo común y sus funciones. Presumiblemente por ello, la suspensión, lo mágico, lo maravilloso y fantástico fue lo que caracterizó a estas primeras creaciones de rango mítico, que pretendían explicar el mundo de una forma primitiva, aún alejada de la razón.

### Fase escrita
La primera fase escrita probablemente se inició cuando los egipcios elaboraron el llamado Libro de lo mágico o Textos de las Pirámides (cerca 3050 a. C.) y el llamado Libro de los Muertos (hacia el 1550 a. C.). De allí pasamos a la Biblia —donde por ejemplo se recoge la historia de Caín y Abel (circa 2000 a. C.)— la que tiene una clásica estructura de cuento.
Obviamente tanto en el Antiguo Testamento como en el Nuevo Testamento, hay muchas otras historias con estructura de cuento, como el episodio de José y sus hermanos, así como las historias de Sansón, de Ruth, de Susana, de Judith, de Salomé. A los mencionados obviamente también pueden agregarse las parábolas cristianas: El buen samaritano; El hijo pródigo; La higuera estéril; El sembrador; entre otras.

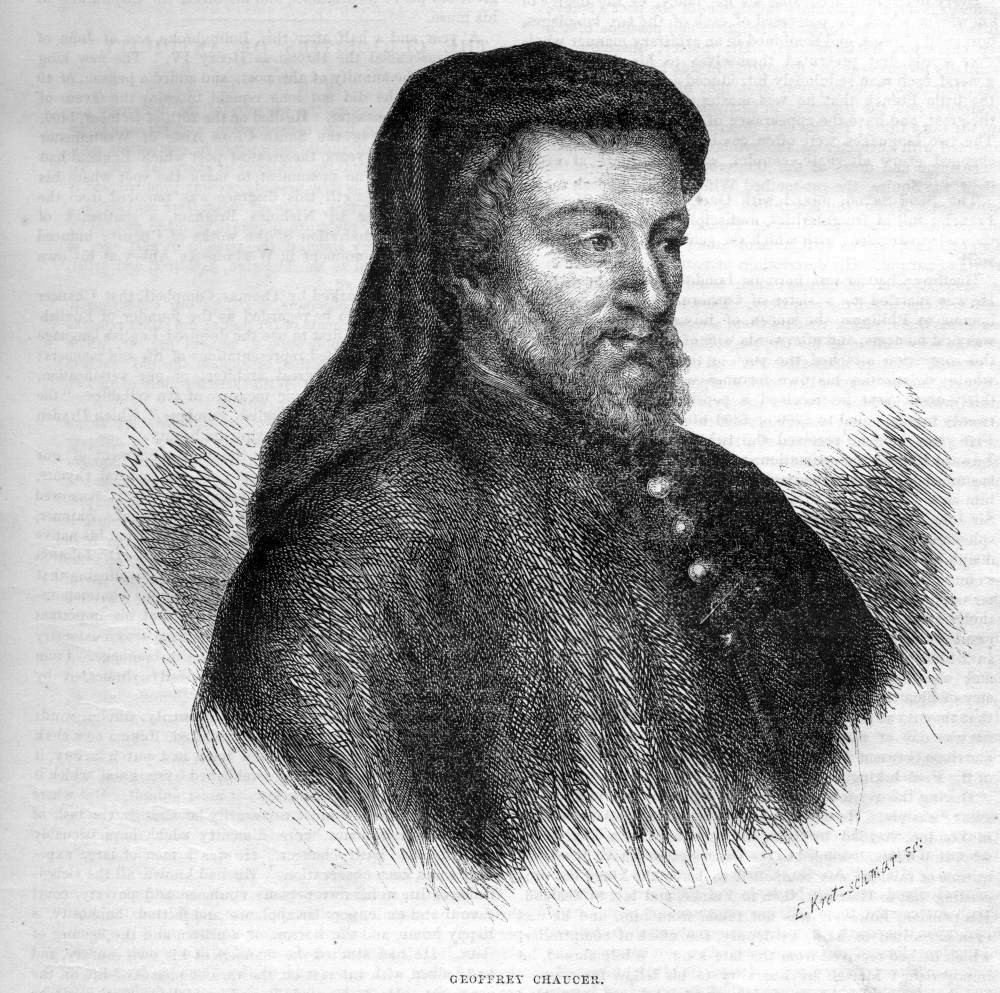
Geoffrey Chaucer, autor de los cuentos de Canterbury.

En el siglo VI a. C. surgieron las obras Ilíada y Odisea, de Homero, así como la literatura hindú con Panchatantra (siglo II a. C.). Pero de un modo general, Luciano de Samósata (125-192) es considerado el primer gran autor en la historia del cuento, ya que entre otros escribió El cínico y El asno. De la misma época es Lucio Apuleyo (125-180), quien por su parte escribió El asno de oro. Otro nombre importante de esa primera época (siglo I) fue Cayo Petronio, autor de Satiricón, libro que continúa siendo reeditado hasta hoy día y que incluye una clase especial de cuentos, los relatos milesios. Con posterioridad y en Persia, surgió y se difundió la recopilación de cuentos Las mil y una noches (siglo X de la llamada era cristiana).

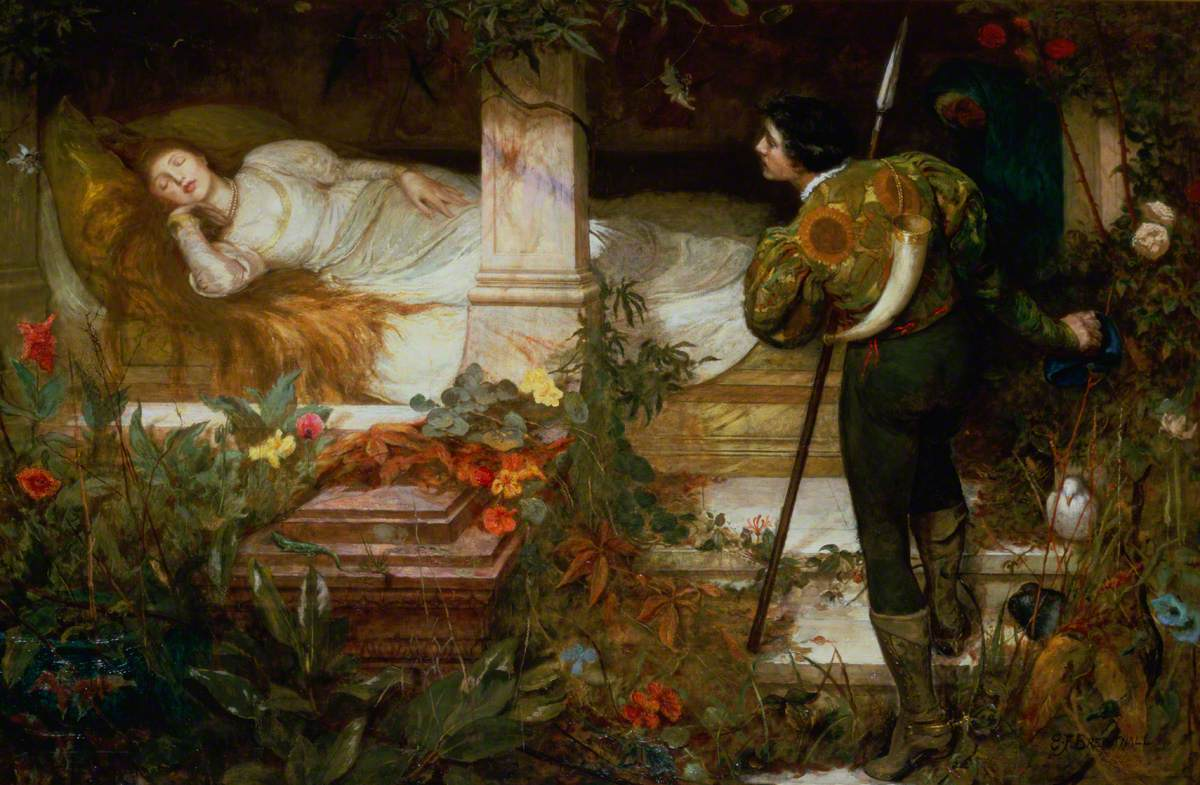
Imagen de la Bella durmiente de Charles Perrault

La segunda fase escrita comenzó alrededor del siglo XIV, cuando surgieron las primeras preocupaciones estéticas. Así, Giovanni Boccaccio (1313-1375), inspirándose en el género del novellino, compuso en esos años su Decamerón, que se volvió un clásico impulsando las bases del cuento tal como lo conocemos hoy día, de forma que se puede afirmar sin ambages que fue el creador de la novela corta europea, al margen de la influencia recibida por escritores posteriores tales como Charles Perrault y Jean de La Fontaine del cuento popular o tradicional como obra literaria. Boccaccio dio una estructura exterior a los relatos, la llamada cornice: una serie de narradores que se reúnen en un lugar para contarse mutuamente cuentos para distraerse, forzados por alguna desgracia exterior que pretenden evitar. Por su parte Miguel de Cervantes (1547-1616) escribió las Novelas ejemplares ensayando nuevas fórmulas e intentando separarse del modelo italianizante de los novellieri discípulos de Boccaccio (Mateo Bandello, Franco Sacchetti, Giraldi Cinthio, el valenciano Juan de Timoneda, entre otros de menor trascendencia), y Francisco Gómez de Quevedo y Villegas (1580-1645) nos trajo Los sueños, donde, inspirándose en los diálogos de Luciano de Samósata y el género literario del sueño, satirizó a la sociedad de su época.
Los Cuentos de Canterbury, de Geoffrey Chaucer (1340?-1400), por su parte, fueron publicados alrededor de 1700, y en cuanto al citado Perrault (1628-1703), escribió y publicó Barba Azul, El Gato con Botas, Cenicienta, Piel de asno, Pulgarcito, entre otros. En cuanto a Jean de La Fontaine (1621-1695), debe decirse que fue un gran cuentistas de fábulas; recordemos por ejemplo La cigarra y la hormiga, La liebre y la tortuga, La zorra y las uvas, La zorra y la cigüeña, etc.
En el siglo XVIII el maestro fue Voltaire (1694-1778), quien escribió obras importantes como por ejemplo Zadig y Cándido.

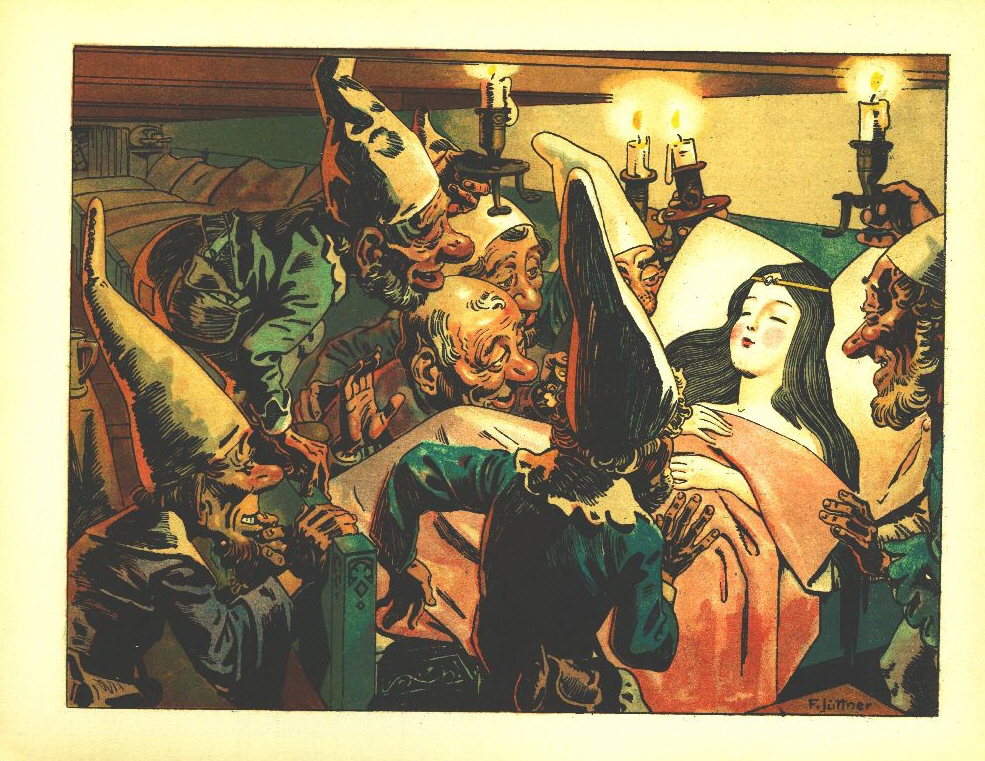
Imagen de Blancanieves

Llegando al siglo XIX, el cuento despegó con apoyo de la prensa escrita, entonces tomando aún más fuerza y modernizándose. Corresponde señalar que Washington Irving (1783-1859) fue el primer cuentista estadounidense de importancia, descollando por sus obras Cuentos de la Alhambra (1832), El jinete sin cabeza (1820), Rip van Winkle (1820), etc. Los hermanos Grimm (Jacob 1785-1863, y Wilhelm 1786-1859) por su parte, publicaron Blancanieves, Rapunzel, El Gato con Botas, La bella durmiente, Pulgarcito, Caperucita Roja, etc. Nótese que los hermanos Grimm escribieron muchos cuentos que ya habían sido contados por Perrault, pero aun así, fueron tan importantes para este género literario, que André Jolles dijo al respecto:

O conto só adotou verdadeiramente o sentido de forma literária determinada, no momento em que os irmãos Grimm deram a uma coletânea de narrativas o título de «Contos para crianças e famílias»
El cuento obtuvo verdaderamente su sentido de forma literaria, en el instante en que los hermanos Grimm pulicaron su colección llamada Cuentos para niños y familias.

El siglo XIX fue pródigo en verdaderos maestros de la literatura: Nathaniel Hawthorne (1804-1864), Edgar Allan Poe (1809-1849), Guy de Maupassant (1850-1893), Gustave Flaubert (1821-1880), León Tolstói (1828-1910), Mary Shelley (1797-1851), Antón Chéjov (1860-1904), Machado de Assis (1839-1908), Arthur Conan Doyle (1859-1930), Honoré de Balzac (1799-1850), Henri Beyle "Stendhal" (1783-1842), José Maria Eça de Queirós (1845-1900) y Leopoldo Alas "Clarín" (1852-1901).
Tampoco podemos dejar de mencionar a Ernst Theodor Amadeus Wilhelm Hoffmann (uno de los padres del cuento fantástico, que más tarde influenciaría a autores tales como Edgar Allan Poe, Joaquim Maria Machado de Assis, Manuel Antônio Álvares de Azevedo y otros), ni tampoco olvidarnos de escritores como Donatien Alphonse François de Sade (Marqués de Sade), Adelbert von Chamisso, Gérard de Nerval, Nikolái Gógol, Charles Dickens, Iván Turguénev, Robert Louis Stevenson, Rudyard Kipling, entre otros.

## Críticas
Aun cuando se tienen tantas historias para contar, el cuento continúa siendo blanco de prejuicios, al punto que por ejemplo algunas editoriales en lengua portuguesa tienen como política no publicar nada en el género, y esto ciertamente no es una decisión caprichosa sino un asunto de mercado. Lo cierto es que el cuento no vende.
El motivo posiblemente sea la excesiva oferta que se tiene a través de diarios y revistas, e incluso a través de Internet. Tal vez la falsa idea de que el cuento sería una literatura más fácil, secundaria, o de menor importancia.

Considero siempre que el cuento es el género literario más moderno y el que mayor vitalidad posee, por la simple razón de que las personas jamás dejaron de contar lo que sucede, ni de interesarse por lo que les cuentan bien narrado.
Mempo Giardinelli

Ya René Avilés Fabila, en la obra Assim se escreve um conto, dice que

Comecei escrevendo contos, mas me vi forçado a mudar de rumo por pedidos de editores que queriam romances. Mas, cada vez que me vejo livre dessas pressões editoriais, volto ao conto… porque, em literatura, o que me deixa realmente satisfeito é escrever um conto.
Empecé a escribir cuentos, pero me vi obligado a cambiar de rumbo por solicitud de los editores que querían novelas. Pero cada vez que me deshago de estas presiones editoriales, vuelve al cuento... porque en la literatura, lo que me hace muy feliz es escribir un cuento.
René Avilés Fabila

Henry Guy de Maupassant, quien escribió cerca de trescientos cuentos, decía que escribir cuentos era más difícil que escribir novelas. Joaquim Machado de Assis, citado por Nádia Battella Gotlib, en Teoría del cuento, también afirmaba que no era fácil escribir cuentos: «Es un género difícil, a pesar de su aparente facilidad», y algo similar pensaba William Faulkner:

quando seriamente explorada, a história curta é a mais difícil e a mais disciplinada forma de escrever prosa... Num romance, pode o escritor ser mais descuidado e deixar escórias e superfluidades, que seriam descartáveis. Mas num conto... quase todas as palavras devem estar em seus lugares exatos
cuando es seriamente explorado, el cuento es más difícil y más disciplinado que la prosa... En una novela, el escritor puede ser más descuidado y dejar escoria y lo superfluo, que sería desechable. Pero en un cuento... casi todas las palabras deben estar en su ubicación exacta
citado por Raymundo Magalhães Júnior en A arte do conto: sua historia, seus gêneros, sua tecnica, seus mestres, Edicoes Bloch [1972], 303 páginas.

El escritor gaucho Moacyr Scliar, más conocido como novelista que como cuentista, también revela su preferencia por el cuento:

Eu valorizo mais o conto como forma literária. Em termos de criação, o conto exige muito mais do que o romance... Eu me lembro de vários romances em que pulei pedaços, trechos muito chatos. Já o conto não tem meio termo, ou é bom ou é ruim. É um desafio fantástico. As limitações do conto estão associadas ao fato de ser um gênero curto, que as pessoas ligam a uma ideia de facilidade; é por isso que todo escritor começa contista
Valoro más el cuento como género literario. En términos de creación, el cuento requiere mucho más que la novela... Recuerdo varias novelas en que salté pedazos, tramos muy aburridos. Mientras que el cuento no tiene término medio, es bueno o malo. Es un reto fantástico. Las limitaciones del cuento están asociadas con ser un género corto, que la gente liga a una idea de la facilidad; por eso cada escritor comienza cuentista
Folha de São Paulo, 4 de febrero de 1996, pág. 5 y 11.

Por su parte, Italo Calvino (1923-1985) dice:

Pienso que, no por casualidad, nuestra época (años 1980), es la época del cuento, de la novela corta (cf. Por que ler os clássicos).
Italo Calvino

Y en un artículo sobre Jorge Luis Borges (1899-1986), Calvino dice:

Leyendo a Borges le veo muchas veces tentado a formular una poética de escritura breve, alabando sus ventajas en contraposición a escribir largo.
Jorge Luis Borges

Tal vez la última gran innovación de un género literario a la que hemos asistido en los últimos años, nos la ha dado un gran maestro de la escritura breve: Jorge Luis Borges, quien se inventó a sí mismo como narrador, un huevo de Colón que le permitió superar el bloqueo que por cerca de 40 años le impidió pasar de la prosa ensayista a la prosa narrativa (cf. Italo Calvino, Seis propostas para o próximo milênio).

En el curso de una vida dedicada principalmente a los libros, he leído muy pocas novelas y, en la mayoría de los casos, apenas el sentido del deber me dio fuerzas para abrirme camino hasta la última página. Al mismo tiempo, siempre fui un lector y relector de cuentos… La impresión de que grandes novelas tales como Don Quijote y Huckleberry Finn son virtualmente amorfas, me sirvió para reforzar mi gusto por el cuento, cuyos elementos indispensables son la economía, así como un comienzo, un conflicto, y un desenlace, claramente determinados. Como escritor, pensé durante años que el cuento estaba por encima de mis poderes, y solamente fue luego de una larga e indirecta serie de tímidas experiencias narrativas, que fui tomándole la mano a escribir historias propiamente dichas.
cf. Jorge Luis Borges, Ficciones: Un ensayo autobiográfico.

## Influencia
Es evidente la identificación del cuento con la falta de tiempo de los habitantes de los grandes centros urbanos, donde a partir de la Revolución Industrial imperaron e imperan los largos recorridos en los desplazamientos, así como las complejidades del tráfico y las largas jornadas laborales impuestas por la industrialización y por la globalización. Finalmente, fue gracias a la prensa escrita, que el género cuento se popularizó en Brasil en el siglo XIX: los diarios importantes y también otras publicaciones periódicas, allí siempre tenían espacios para este género.
Es así como Antônio Hohlfeldt en Conto brasileiro contemporâneo resaltaba: pode-se verificar que, na evolução do conto, há uma relação entre a revolução tecnológica e a técnica do conto. Y por su parte en la introducción de Maravilhas do conto universal, Edgard Cavalheiro decía:

A autonomia do conto, seu êxito social, o experimentalismo exercido sobre ele, deram ao gênero grande realce na literatura, destaque esse favorecido pela facilidade de circulação em diferentes órgãos da imprensa periódica. Creio que o sucesso do conto nos últimos tempos (anos 1960 e 1970) deve ser atribuído, em parte, à expansão da imprensa.
Edgard Cavalheiro

Además de crear un gran mercado de consumo y la necesidad de una alfabetización en masa, la industrialización también creó la necesidad de servirse de informaciones más sintéticas y concretas. Y en el siglo XX, ese estilo de informar sin duda fue impulsado por el periodismo y por el libro. Y hacia el último tercio del siglo XX y principios del siglo XXI, las vías privilegiadas agregadas fueron el cine, la radio, y la televisión. Así por tanto, en su inicio, el cuento logró impacto a través de la prensa escrita (siglo XIX y buena parte del siglo XX), aunque hoy día este espacio se está reduciendo frente a algunos cambios de hábitos. ¿Será que el cuento se adaptará a las nuevas tecnologías?: televisión, Internet, etc. Indudablemente es por lo expresado que en su inicio, tanto en Brasil como en Estados Unidos y como en otros países, la mayoría de los escritores de cuentos también eran periodistas.
Sea como fuere, la vía de la prensa escrita sin duda ha sido positiva para el cuento, aunque también es culpada por acentuar el preconcepto negativo en relación con el género. Se tiene la impresión que no se paga por un cuento publicado en una revista, lo que indirectamente resta valor a este tipo de literatura. Además, luego de cierto tiempo una revista en muchos casos se tira, y con ella el o los cuentos allí contenidos; en cambio, una novela en formato libro suele guardarse en una biblioteca, o en algún otro lugar de la casa. En definitiva, una revista popular o el suplemento de algún diario no son un buen soporte para la difusión de cuentos, pues está involucrada con una comercialización no muy adecuada en relación con literatura seria y de valor.
En resumidas cuentas, en la era industrializada del capitalismo americano, el cuento pasa a ser arte padronizado (con excesivas reglas en cuanto a extensión y estructura), impersonal o de autor poco conocido, de producción veloz, barata, y de baja o media calidad. Estas preocupaciones y estas reflexiones, a su vez acentúan las diferencias entre el cuento comercial de las publicaciones periódicas, y el cuento literario de las recopilaciones. Por este lado muy posiblemente es que hayan surgido ciertos preconceptos en contra de los cuentos…" (Nádia Battella Gotlib, op. cit.).
Esta cuestión fue notada en muchas partes, y también en Brasil, especialmente durante los años 1970. Las influencias en un principio tal vez positivas ejercidas por la prensa escrita (revistas, semanarios, suplementos), unida a cierta difusión a través de radios y de tele-emisoras muy comerciales y con mucha publicidad, impulsaron al género a perder parte de su identidad: en un principio habiendo sido casi todo, el cuento como género pasó a ser casi nada.
En la década de 1920 surgen los modernistas, y entonces el cuento pasa a ser esencialmente urbano/suburbano. Los escritores procuraron la renovación de las formas, la ruptura con el lenguaje tradicional, la renovación de los medios de expresión, etc. Se procuró evitar los rebuscamientos con el lenguaje, la narrativa pasó a ser más objetiva, las frases se volvieron más cortas, y la comunicación tendió a ser más breve.
En esa misma línea, Poe, que también fue el primer teórico del género, dijo:

Tenemos necesidad de una literatura corta, concentrada, penetrante, concisa, y contraria a una literatura extensa, verbosa, pormenorizada… Es una señal de los tiempos… La indicación de una época en la cual el hombre es forzado a escoger lo corto, lo condensado, lo resumido, en lugar de lo voluminoso
cita de Edgard Cavalheiro en la introdução de Maravilhas do conto universal.

## Extensión
Según ciertas definiciones, el cuento no debería ocupar más de 7500 palabras. Actualmente, se entiende como usual o normal que pueda variar entre un mínimo de 1000 y un máximo de 20 000 palabras, aunque justo es reconocer que cualquier limitación en cuanto al mínimo o al máximo de palabras de una obra, siempre tiene algo de arbitrario, y que por otra parte, con frecuencia estos límites son ignorados tanto por escritores como por lectores.
La novela Vidas Secas de Graciliano Ramos, así como también A festa de Ivan Ângelo y algunas novelas de Bernardo Guimarães (1825-1884) o de Autran Dourado (1926-2012), bien pueden ser leídas como una serie de cuentos. También ese es el caso de Memorias póstumas de Blas Cubas y de Quincas Borba, ambas obras de Machado de Assis.
Por su parte también corresponde destacar la obra El proceso de Franz Kafka, escrito de hecho constituido por varios cuentos cortos. En sí, esta clase de literatura es llamada novela desmontable, dada precisamente la característica que viene de ser expresada.
Assis Brasil va aún más lejos al afirmar que Grande Sertão: veredas, de Guimarães Rosa, es un cuento largo, y que por tanto merece ser clasificado como narrativa corta. La citada obra, como sabemos, tiene más de 500 páginas, aunque claro, allí también es posible reconocer características propias del cuento.
Todas estas observaciones tienden a demostrar lo difícil que es definir exactamente lo que es un cuento, así que una solución podría ser la de dejar esta tarea de clasificación al propio autor o al editor. No obstante, las características principales de este género literario han sido bien establecidas, y quien conoce de literatura tiene bien claro lo que es un cuento.
En el siglo XX pueden incluirse entre los grandes escritores de cuentos a O. Henry, Anatole France, Virginia Woolf, Katherine Mansfield, Kafka, James Joyce, William Faulkner, Ernest Hemingway, Máximo Gorki, Mário de Andrade, Monteiro Lobato, Aníbal Machado, Alcântara Machado, Guimarães Rosa, Isaac Bashevis Singer, Nelson Rodrigues, Dalton Trevisan, Rubem Fonseca, Osman Lins, Clarice Lispector, Jorge Luis Borges, y Lima Barreto.
Otros nombres importantes del cuento en Brasil son: Julieta Godoy Ladeira, Otto Lara Resende, Manoel Lobato, Sérgio Sant’Anna, Moreira Campos, Ricardo Ramos, Edilberto Coutinho, Breno Accioly, Murilo Rubião, Moacyr Scliar, Péricles Prade, Guido Wilmar Sassi, Samuel Rawet, Domingos Pellegrini Jr, José J. Veiga, Luiz Vilela, Sergio Faraco, Victor Giudice, Lygia Fagundes Telles, Miguel Sanches Neto. En Portugal por su parte se destacan, entre otros, Alexandre Herculano y Eça de Queirós.
Para un escritor que hace un cuento, lo que en realidad más le debe importar es cómo (forma) cuenta la historia, y no tanto lo qué (contenido) cuenta. Jorge Luis Borges (1899-1986) decía que contamos siempre la misma fábula. Sin llegar a tanto, Julio Cortázar (1914-1984) decía que no hay ni temas buenos ni temas malos, sino un tratamiento bueno o inadecuado para un determinado tema (cf. Aspectos del cuento, Algunos aspectos del cuento, y Valise de cronópio). Claro que hay que tener cuidado con los excesos de formalismo, para no caer en personajes acartonados ni en esquemas excesivamente rígidos: cierto escritor pasó buena parte de su vida trabajando en las formas de lograr un estilo literario perfecto, para así impresionar al mundo todo; y cuando finalmente consiguió alcanzarlo, descubrió que nada tenía que decir.
La tendencia contemporánea en este inicio del siglo XXI, es a jerarquizar al microcuento, una especie de haiku de cuño narrativo, cuya extensión se define, en la mayoría de las veces, por cierto máximo recomendado para los intercambios de mensajes de texto (sms) en la telefonía celular, o por la extensión de un tuit. Además de Twitter, otras redes sociales también han sido medio para la publicación de microcuentos, por fuera de la plataforma tradicional de los libros y de las publicaciones periódicas.
El microcuento tal vez más famoso, es uno de Augusto Monterroso, autor guatemalteco, y cuyo título es El dinosaurio. En Brasil, cultivan este subgénero autores tales como Dalton Trevisan, Millôr Fernandes, Daniel Galera, Samir Mesquita, y Rauer (nombre bajo el cual firma sus publicaciones en Twitter el escritor de Minas Gerais llamado Rauer Ribeiro Rodrigues).

## Características básicas de un cuento
Cuando se escribe un cuento, hay que tener muy en cuenta los siguientes aspectos:
- Forma: expresión o lenguaje utilizando elementos concretos y estructurados (palabras, frases, párrafos).
- Contenido: se refiere a los personajes, a sus acciones, y a la historia (sobre este asunto se recomienda consultar la obra O conto brasileiro contemporâneo de Alfredo Bosi).[35][36][37]

Hay cuentos como por ejemplo de Joaquim Machado de Assis, de Katherine Mansfield, de José J. Veiga, de Antón Chéjov, de Clarice Lispector, que hasta podría decirse que no se pueden contar pues no hay nada aconteciendo, y entonces a lo sumo, lo único que se podría expresar son descripciones de situaciones y perfiles de personajes. Lo esencial en un cuento está en el aire, en la atmósfera que se vaya creando y transmitiendo al lector, en el modo y el estilo de narrar, en la tensión y el suspense, en la emoción y la conmoción que se logre provocar. En el libro ¿Qué es la literatura? (Qu’est-ce que la littérature? -1948-) de Jean-Paul Sartre, se expresa claramente que

nadie es escritor por el solo hecho de haber decidido decir ciertas cosas y hacerlo, sino por haber decidido decirlas de una determinada forma; es el estilo, ciertamente, lo que determina el valor de la prosa.

## Necesidades básicas
El cuento necesita de tensión, de ritmo, de lo imprevisto y de lo sorpresivo dentro de parámetros previstos (o sea, dentro de cierto cauce razonable de los acontecimientos), y además necesita unidad, continuidad, compactación, conflicto, y división en partes (principio-planteamiento, medio-nudo, y fin-conclusión) más o menos clara y definida. El pasado y el futuro en el cuento tienen una significación menor, y el flashback (retroceso temporal) no está impedido, aunque debe usarse solamente si es absolutamente necesario, y de la forma más corta y marginal posible.

### Final enigmático
El final enigmático en el cuento prevaleció hasta Henry Guy de Maupassant (fin del siglo XIX) y por cierto hasta esa época ello era muy importante, pues aportaba un desenlace generalmente sorprendente, cerrando la obra con broche de oro, como entonces solía decirse. Hoy en día este tipo de final tiene mucho menos importancia; algunos escritores y algunos críticos incluso opinan que esta característica es perfectamente superflua o dispensable, léase aún anacrónica. Asimismo, no se puede negar que el final en el cuento mayoritariamente siempre es más cargado de tensión que en la novela o que en el relato, y que un buen final en un cuento es fundamental: Eu diria que o que opera no conto desde o começo é a noção de fim; tudo chama, tudo convoca a um "final" (Antonio Skármeta, Assim se escreve um conto, cf.).
En el género cuento, como afirmó Antón Chéjov, es mejor no decir lo suficiente que decir de más; y para no decir demasiado, es mejor sugerir, como si tuviera que haber cierto silencio o cierta cortina en el curso del relato, para así sustentar la intriga, para así mantener la tensión. Y como ejemplo, puede ponerse el cuento A missa do galo, de Joaquim Machado de Assis; en ese texto, y especialmente en los diálogos, no es tan importante lo que se dice sino lo que se deja de decir.
Ricardo Piglia, comentando algunos cuentos de Ernest Hemingway (1899-1961), afirma que lo más importante nunca se cuenta:
O conto se constrói para fazer aparecer artificialmente algo que estava oculto. Reproduz a busca sempre renovada de uma experiência única que nos permite ver, sob a superfície opaca da vida, uma verdade secreta (O laboratório do escritor, cf.).
El citado Piglia decía que había que contar una historia como si se estuviese contando otra, o sea, como si el escritor estuviera narrando una historia visible, pero disfrazando y escondiendo una historia secreta apenas insinuada o sospechada:
Narrar é como jogar pôquer: todo segredo consiste em fingir que se mente quando se está dizendo a verdade (Prisão perpétua, cf.).
Es como si el cuentista o el relator pegara en la mano del lector o le hiciera señas para darle a entender que lo llevaría para un lugar, para una encrucijada, aunque el personaje y la acción en el final de la historia, lo empujan hacia otro lugar. Tal vez por lo que acaba de decirse, David Herbert Lawrence dijo que el lector debía confiar en el cuento pero no en el cuentista, pues el cuentista suele ser un terrorista que se finge diplomático (como por su parte decía Alfredo Bosi sobre Machado de Assis, op. cit.).
Según Cristina Perí-Rossi, el escritor contemporáneo de cuentos no narra solamente por el placer de encadenar hechos y situaciones de una manera más o menos casual y original, sino para revelar lo que verdaderamente hay detrás de los mismos (cita de Mempo Giardinelli, op. cit). Desde este punto de vista, la sorpresa se produce cuando, al final del relato, la historia secreta o escondida viene a la superficie.
En el cuento, la trama es lineal y objetiva, pues el cuento, dada su brevedad, ya desde el inicio no está tan lejos del desenlace, así que es preciso que el lector clara y rápidamente vea y tome conciencia de los acontecimientos. Si en la novela el espacio/tiempo es saltarín, en el cuento ciertamente es lineal, y expresado bajo la forma narrativa por excelencia.
En el cuento, la narrativa ideal probablemente comienza con una situación estable, que pronto será perturbada por alguna fuerza o por algún desequilibrio, resultando en una situación de inestabilidad. Con posterioridad entra en acción otra fuerza, inversa, que restablece el equilibrio, aunque la estabilidad lograda en el desenlace, nunca es idéntica a la inicial si bien podría tener con ella cierta similitud (Gom Jabbar en Hardcore, basado en Tzvetan Todorov).
En otras palabras: En general, el cuento se presenta con un orden o un conflicto antes de un desorden y la solución de ese conflicto (favorable o no) o frente a la posibilidad de retornar al orden (retornar al inicio), aunque ahora con pérdidas y ganancias, puesto que ese otro orden difiere del primero. El cuento es un problema y una solución, dice Enrique Aderson Imbert.

### Diálogos
Los diálogos son de suma importancia en la novela y en cierta medida también en el cuento, pues con este recurso se transmiten bien las discordias, los conflictos, las particularidades de género, etc. Los diálogos son un muy buen recurso para informar, incluso en el cuento en donde el ingrediente narrativo sin duda siempre es importante (Henry James, 1843-1916).
Para algunos escritores, el diálogo es una herramienta absolutamente indispensable. Caio Porfírio Carneiro por ejemplo, llega al punto de escribir cuentos solo compuestos por diálogos, y sin que, en ningún instante surja un narrador. Considerado el mayor autor brasileño en el arte de escribir diálogos y un verdadero maestro, el escritor Luiz Vilela es inclusive quien escribió una novela corta, Entre amigos (1984), donde allí también solamente se expresa con diálogos y sin presencia de un narrador. Otro ejemplo del mismo tipo son las 172 páginas de Trapiá, un clásico de la década de 1960, también escrito por Caio Porfírio Carneiro, y en donde apenas hay seis páginas sin diálogos.
Veamos seguidamente los distintos tipos de diálogo:
1. Directo: Discurso directo. Los personajes conversan entre sí. Además de ser el tipo de diálogo más conocido, también es el que predomina en el cuento.
2. Indirecto: Discurso indirecto. Es cuando el escritor resume el habla del personaje en forma narrativa. O sea, es cuando el personaje cuenta cómo aconteció el diálogo, casi reproduciéndolo. Tanto el diálogo directo como el diálogo indirecto pueden ser observados en el cuento A Missa do Galo, del escritor Machado de Assis.
3. Indirecto libre: Discurso indirecto libre. Es una fusión entre autor y personaje (primera y tercera persona de la narrativa); el narrador narra en la forma habitual, pero en un punto de la narrativa surgen diálogos indirectos del personaje, como complementando lo que expresa el narrador.

Es interesante analizar el caso de Vidas secas, donde en ciertos pasajes no se sabe exactamente quién es el que habla: ¿es el narrador (tercera persona) o la consciencia de Fabiano (primera persona)? Este tipo de discurso permite exportar o expresar los pensamientos del personaje, sin que el narrador pierda su poder y su condición de mediador.
1. Monólogo interior (o flujo de conciencia): Es lo que pasa dentro del mundo psíquico del personaje, hablando consigo mismo; véase por ejemplo algunos pasajes de Perto do coração selvagem, de Clarice Lispector. Corresponde señalar que el libro A canção dos loureiros (1887), de Édouard Dujardin, es un precursor moderno de este tipo de discurso del personaje. Por su parte, la conocida obra Lazarillo de Tormes, de autor desconocido, también es considerado un precursor de esta clase de discurso. En Ulises, James Joyce (inspirado en Édouard Dujardin) radicalizó el monólogo interior.[48][49][50]

### Focos narrativos
1. Primera persona: El personaje principal cuenta su historia; este narrador generalmente se limita a saber sobre sí mismo, o sea, se refiere a sus propias vivencias.[51] Esta es una narrativa típica de la novela epistolar (siglo XVIII).
2. Tercera persona: El desarrollo del texto se hace en tercera persona,[52] y en este caso se puede tener:
  1. narrador observador: El narrador se limita a expresar lo que está sucediendo, describiendo todo desde el exterior, o sea, sin involucrarse, sin colocarse en la cabeza del personaje principal ni de ningún personaje, y de esta forma, no se usa esta vía para transmitir emociones, ideas, opiniones. El observador es imparcial y objetivo dentro de lo que puede esperarse, limitándose a describir lo que pasa y no especulando por sí mismo.[53]
  2. narrador omnisciente: Al contar la historia y ya desde su inicio, el narrador todo lo sabe sobre todos los personajes, sobre sus destinos, sobre sus ideas y pensamientos, sobre sus sentimientos, sobre sus respectivas buena o mala suerte.[54]

## Expresiones relacionadas
- Cuento de nunca acabar: relación muy pesada y en extremo difusa. Cosa parecida a la tela de Penélope, que por la noche destejía lo que había tejido por la mañana. Esta animosa griega, a quien se creía viuda por la larga ausencia de Odiseo, rey de Ítaca, viéndose cada día más apurada por las reiteradas pretensiones de sus amantes, prometió contraer nuevos lazos luego que terminase un tejido de púrpura que tenía comenzado. Valiéndose del ingenioso medio que hemos visto, acalló a sus pretendientes y vio al fin coronada su estratagema con la vuelta de Odiseo.
- Cuento de hornos: cuento o hablilla vulgar de la que se hace conversación entre la gente común. Noticia de la que se apodera el vulgo y que va desfigurando y adicionando hasta desfigurarla y hacerla apócrifa.
- Cuento de vieja; la noticia o especie que se juzga falsa o fabulosa, tomada la alusión de las consejas que las ancianas suelen referir en los hogares para entretener a los niños, procurar que no se duerman, etc.
- Cuento largo: locución familiar que hace referencia a un asunto cualquiera del que hay mucho que hablar o decir.
- En todo cuento (anticuado): En todo caso, de cualquier modo, sea como quiera.
- Acabados son cuentos: frase familiar que equivale a punto concluido, no se hable más del asunto, capítulo de otra cosa, etc. Locuciones dirigidas a cortar alguna disputa, especie o conversación desagradable.
- Como digo de mi cuento, como decía, o iba diciendo de mi cuento: expresión familiar del estilo festivo o jocoso con que se suele principiar una relación o anudar el hilo interrumpido de ella. Equivalen a las usualísimas de: pues señor...", "pues como decía... y otras locuciones análogas que emplean los narradores de cuentos del hogar doméstico.
- Degollar algún cuento: cortar el hilo del discurso, interrumpiéndolo con otra narración, episodio o pregunta impertinente. Frase enérgica por medio de la cual protesta el vulgo contra las digresiones inoportunas o pesadas. También se alude con ella al narrador que no sabe lo que cuenta con todos sus pelos y señales, es decir, de una manera minuciosa y a satisfacción de sus oyentes.
- Dejarse de cuentos: tiene una significación análoga a la anterior, pues tiende a significar que se omitan los rodeos ya en un relato, ya en la conversación, o que se vaya en derechura a lo más interesante o sustancial de una cosa. Significa igualmente no mezclarse en chismes, no intervenir en asuntos ajenos, prescindir, en fin, de cuanto pueda alterar la paz en lo más mínimo.
- No querer cuentos con la vecindad: no meterse con nadie, no provocar a nadie, ni buscar rencilla, especialmente con ningún vecino; vivir tranquilamente en su casa sin buscar ruidos ni promover disensiones de ninguna clase.
- Ese es el cuento o ahí está el cuento: esa es, o ahí está la dificultad, el quid, el alma, lo fuerte, el busilis del negocio: en eso consiste, y se reasume la sustancia de lo que se trata.
- Estar a cuento: ser alguna cosa útil o provechosa por algún respecto. Llegar oportunamente para alcanzar alguna cosa, sacar provecho o presenciar algún negocio.
- Venir o no venir a cuento alguna cosa: ser o no oportuna, a propósito, conveniente para el caso; venir o no a la cuestión una especie vertido. Convenir o no un objeto a otro u otros de que se trate.
- Poner en cuentos: comprometer a alguno, exponerlo a un riesgo o peligro, a un disgusto o cosa equivalente, dando lugar o pretexto para que hablen de él de una manera que le desdore o difame.
- Quitarse, dejarse de cuentos: atender solo a lo esencial y más importante de una cosa; huir de todo compromiso, separarse de personas y de cosas capaces de comprometerle a uno, después de haber vivido entre chismes y bachillerías.
- Sabe su cuento: locución con que se da a entender a otro, que alguno obra con reflexión o motivos que no quiere o no puede manifestarle.
- ¡Es mucho cuento! modismo que expresa burla, chacota, etc., o bien admiración o extrañeza y que equivale a decir ¡es mucho asunto!, ¡tiene que ver!, ¡parece increíble!, etc. Se usa ponderando la extrañeza o sensación que causa alguna cosa y entonces se dice en el sentido de: ¡es admirable! ¡sorprendente! ¡grandioso!.
- Traerá cuento: citar oportunamente, hacer venir a la conversación de una manera hábil la especie o especies que conviene tocar, poner en juego el modo de que recaiga la plática sobre determinado asunto; enderezar, encaminar, llevar o dirigir el discurso hacia el fin u objeto que se desea, que se quiere. Sacar a colación las faltas de alguno, echárselas al rostro, etc.
- Amigo de cuentos: el que es aficionado a chismes y enredos; el que lleva de una parte a otros para indisponer, ocasionar disgustos, enemistades, etc. El que es pendenciero y busca continuas ocasiones de disputa o pendencia.[55]